# Мураками, Дайсукэ
Дайсукэ Мураками (яп. 村上 大介 Мураками Дайсукэ, ромадзи: Daisuke Murakami; родился 15 января 1991 года, Канагава, Япония) — японский, ранее американский, фигурист-одиночник. Победитель этапа Гран-при в Японии (2014).
По состоянию на январь 2017 года он занимал 25-е место в рейтинге Международного союза конькобежцев (ИСУ).

## Биография
Дайсукэ Мураками родился в январе 1991 года в префектуре Канагава. С детских лет занимался фигурным катанием. В 2000 году родители переехали в США, где Дайсукэ продолжил заниматься фигурным катанием.
С 2004 года он стал выступать за США. В феврале 2006 года он выступал на юниорском чемпионате мира. Однако следующий год стал последним в выступлениях за США. За океаном особо в Мураками не верили и он принял решение выступать за Японию.

### Выступления за Японию
На родине у него также ничего не складывалось. Он представлял страну на ряде турниров и на японском и американском этапах Гран-при. Ему ни разу не удавалось взойти на пьедестал и на национальном чемпионате, лишь раз был бронзовым медалистом на юниорском чемпионате.
В послеолимпийский сезон Мураками был заявлен лишь на один домашний этап Гран-при, который он сенсационно выиграл. На чемпионат четырёх континентов в Сеул Дайсукэ не попадал, но по ряду обстоятельств японская федерация направила его; он был заявлен как запасной. Дебют его оказался удачным. Он превзошёл все свои прежние спортивные достижения и оказался лучшим из японских фигуристов. Совсем немного ему не хватило до бронзы.
В конце октября спортсмен стартовал в новом сезоне, он выступил на этапе серии Гран-при Skate Canada; где уверенно занял третье место. На очередном турнире Гран-при в сезоне фигуристу не повезло. Турнир во Франции не был завершён из-за траура и военного положения в стране. Однако фигурист сумел выйти в финал Гран-при в Испании. В Барселоне он выступил не совсем удачно и финишировал последним. На чемпионате Японии в Саппоро он вновь оказался седьмым.
Новый предолимпийский сезон японский фигурист начал на Мемориале Непелы в Словакии, после короткой программы он шёл на восьмом месте, но удачно откатал произвольную программу и в итоге оказался на четвёртом месте. В начале октября Мураками получил серьёзную травму и заявил о снятии с национального чемпионата.
Новый олимпийский сезон японский фигурист начал в Монреале, где на турнире Autumn Classic International он выступил не совсем удачно, финишировав в десятке. В межсезонье, в июне 2018 года, спортсмен принял решение завершить спортивную карьеру.

## Спортивные достижения

### За Японию после сезона 2014/2015
| Соревнования/Сезон                  | 2016—2017 | 2015—2016 |
| ----------------------------------- | --------- | --------- |
| Финал Гран-при по фигурному катанию | 6         |           |
| Этапы Гран-при: Skate Canada        | 3         |           |
| Этапы Гран-при: Trophée Bompard     | С         |           |
| Этапы Гран-при: Skate America       |           | WD        |
| Мемориал О. Непелы                  |           | 4         |
| Чемпионат Японии                    | 7         | 5         |

- С — соревнование не было завершено.

### За Японию до сезона 2015/2016
| Соревнования                                         | 2007—2008 | 2008—2009 | 2009—2010 | 2010—2011 | 2011—2012 | 2012—2013 | 2013—2014 | 2014—2015 |
| ---------------------------------------------------- | --------- | --------- | --------- | --------- | --------- | --------- | --------- | --------- |
| Чемпионат четырёх континентов                        |           |           |           |           |           |           |           | 4         |
| Этапы Гран-при: NHK Trophy                           |           |           | 9         |           |           | WD        |           | 1         |
| Этапы Гран-при: Skate America                        |           |           |           | 5         | 6         |           |           |           |
| U.S. Classic                                         |           |           |           |           |           |           |           | 3         |
| Finlandia Trophy                                     |           |           | 7         | 5         |           |           |           |           |
| Merano Cup                                           |           |           |           |           | 1         |           | 2         |           |
| Мемориал О. Непелы                                   |           |           |           |           | 1         | 2         |           |           |
| Универсиада                                          |           |           |           | 3         |           |           |           |           |
| Этапы юниорского Гран-при: ЮАР                       |           | 4         |           |           |           |           |           |           |
| Турнир в Австрии                                     |           | 1 юн.     |           |           |           |           |           |           |
| Чемпионат Японии                                     |           | 5         | 19        | 7         | 6         | WD        | 10        | 7         |
| Первенство Японии по фигурному катанию среди юниоров | 5         | 3         |           |           |           |           |           |           |

### За США
| Соревнования                                      | 2004—2005 | 2005—2006 | 2006—2007 |
| ------------------------------------------------- | --------- | --------- | --------- |
| Чемпиона мира среди юниоров                       |           | 11        |           |
| Этапы юниорского Гран-при: КНР                    | 11        |           |           |
| Этапы юниорского Гран-при: Тайвань                |           |           | 4         |
| Этапы юниорского Гран-при: Мексика                |           |           | 3         |
| Чемпионат США                                     |           |           | 15        |
| Первенство США по фигурному катанию среди юниоров |           | 4^        |           |

WD — снялся с соревнований.
юн. — выступал в юниорском разряде.
^ — в США награждается и 4-е место.